# Philippe Maliavine
Philippe Maliavine (en russe : Фили́пп Андре́евич Маля́вин, Filipp Andreïevitch Maliavine ; 1869-1940) est un peintre russe créateur d'une série intitulée « floraison de femmes russes » dans le style Art nouveau. Né en Russie, il est mort à Nice en 1940.

## Biographie
Philippe Maliavine est né le 10 octobre 1869 (22 octobre dans le calendrier grégorien), dans le village de Kazanka, ouïezd de Bouzoulouk du gouvernement de Samara (aujourd'hui raïon de Totskoïe de l'oblast d'Orenbourg), dans une famille nombreuse de paysans. En 1885, il se rend au monastère orthodoxe Saint-Pantaleimon du Mont Athos et, jusqu'en 1891, il y demeure comme novice, étudiant et travaillant sur l'art des icônes. Plus tard, le sculpteur Vladimir Beklmemichev remarque ses travaux de peinture en visitant le monastère. Il invite Maliavine à Saint-Pétersbourg et il l'installe chez lui.
En 1892, il s'inscrit comme élève régulier de la section de peinture de l'Académie russe des beaux-arts à Saint-Pétersbourg. En 1894, quand l'académie organise un atelier, avec comme maître Ilia Répine, Maliavine y participe en même temps qu'Igor Grabar, Constantin Somov et Anna Ostroumova-Lebedeva. En 1900, il se rend en France et y présente son tableau « Éclat de rire » à l'Exposition universelle de 1900 à Paris où il obtient une médaille d'or. Son tableau sera ensuite acheté par le gouvernement italien pour être exposé à l'Académie de Venise
De retour en Russie, l'artiste s'installe dans sa propriété près du village d'Aksinino (Gouvernement de Riazan) où il vit plusieurs années.
Dans les années 1900, Maliavine participe aux expositions des Ambulants et, en 1906, à celle de Mir Iskousstva. Par la suite il devient membre également de l'Union des peintres russes.
Après la révolution d'Octobre, en 1920, il déménage à Moscou. En 1922, il part pour la France pour y monter une exposition de ses œuvres. Il s'installe à Paris et ne retournera plus en Russie. En 1924, il expose dans la Galerie Charpentier avec beaucoup de succès. Beaucoup de ses œuvres réalisées à l'étranger traitent avant tout de thèmes russes. Durant les années 1930, il organise de nombreuses expositions à l'étranger. De Paris, il déménage plus tard à Nice.
À l'époque de la Seconde Guerre mondiale, Maliavine se trouve à Bruxelles, en Belgique occupée par les Allemands. Les forces d'occupation le gardent prisonnier en l'accusant d'espionnage. Il est malgré tout libéré. Maliavine part pour Nice à pied. Cela dépasse ses forces et il meurt le 23 décembre 1940 à Nice où il est enterré au cimetière russe de Nice.

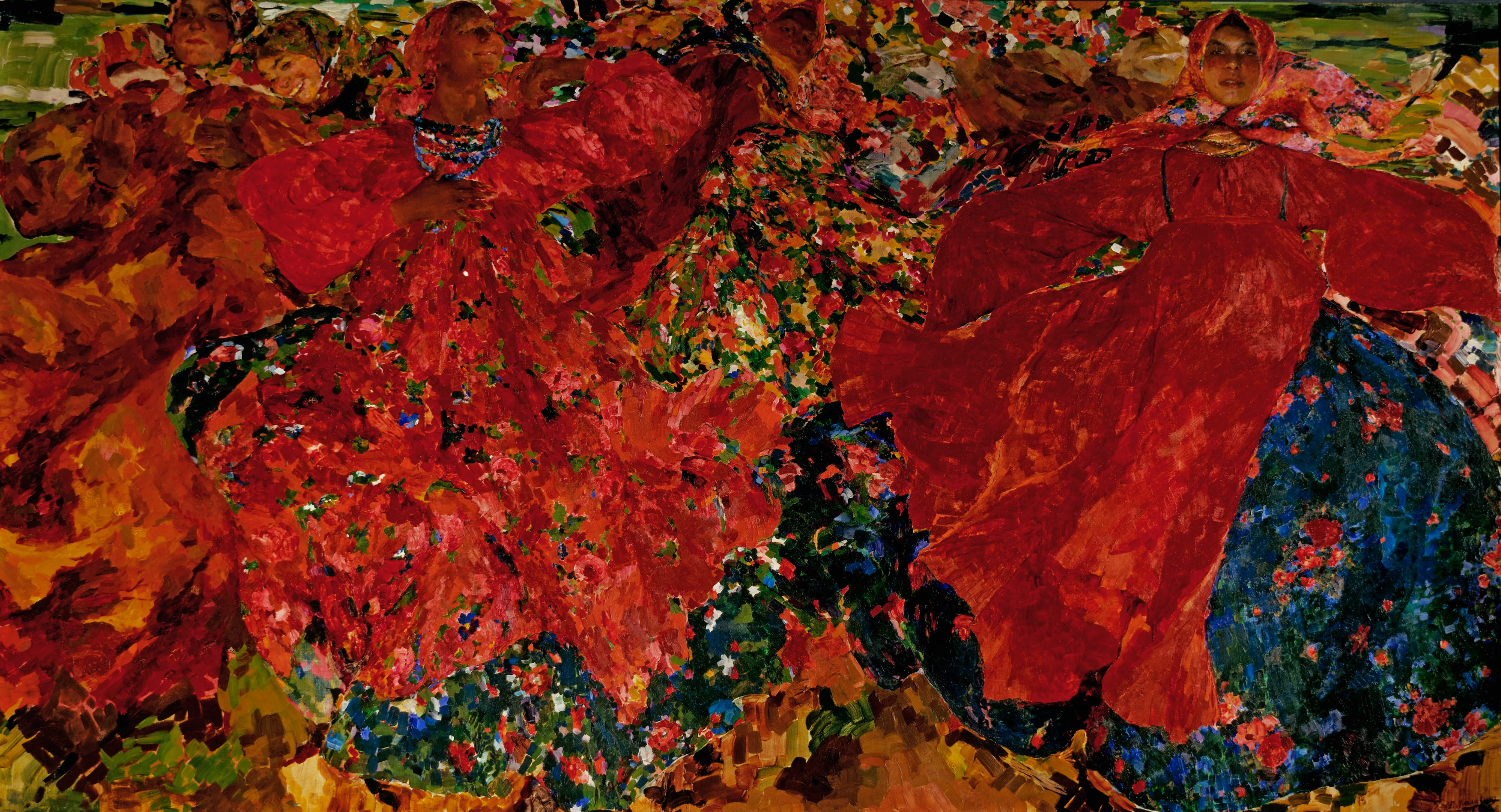
Tourbillon
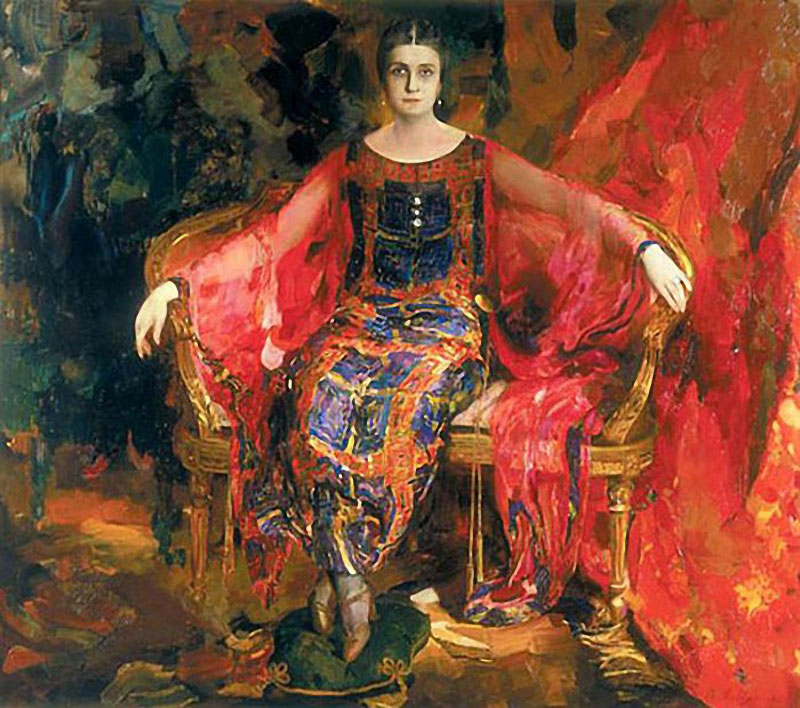
Alexandra Balachova (1924)
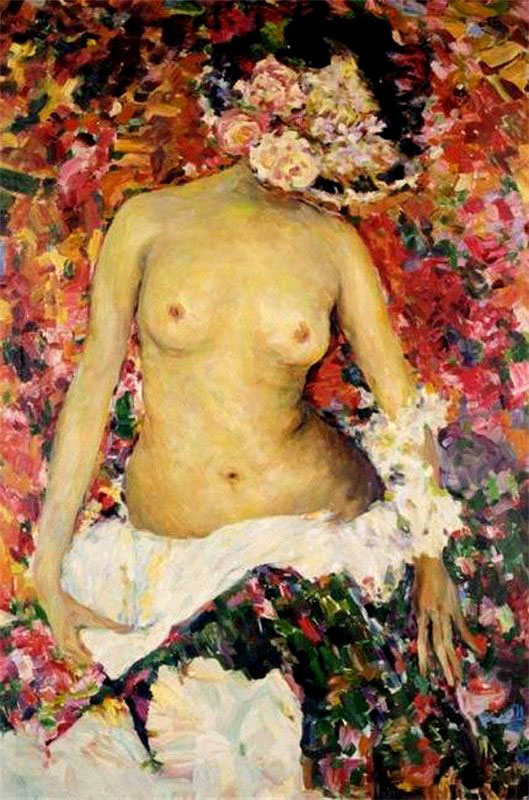
Modèle au chapeau
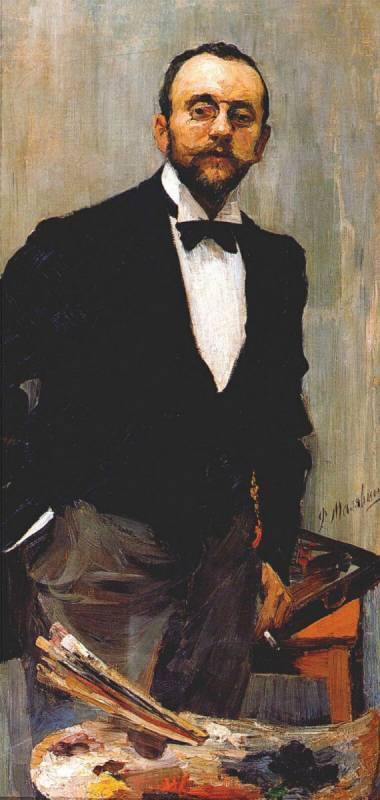
Igor Grabar (1895)
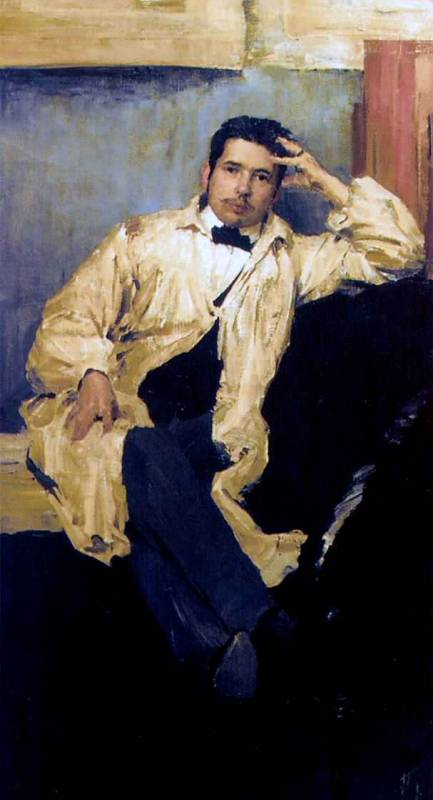
Constantin Somov (1895)
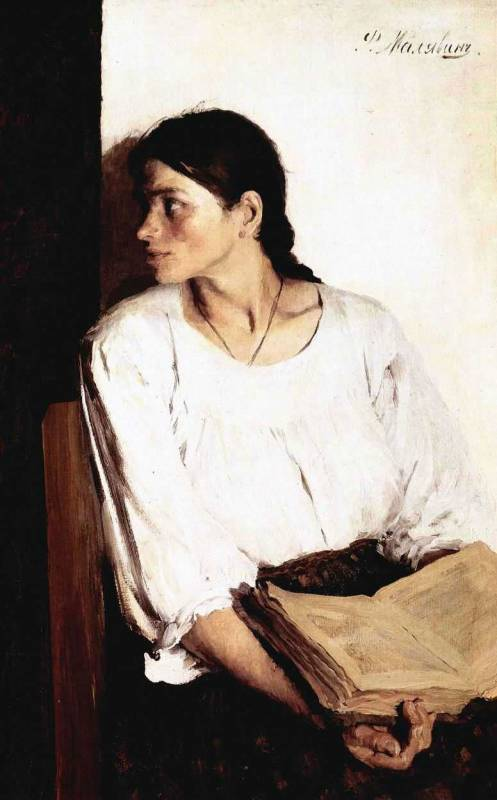
Alexandra Maliavina (1895)
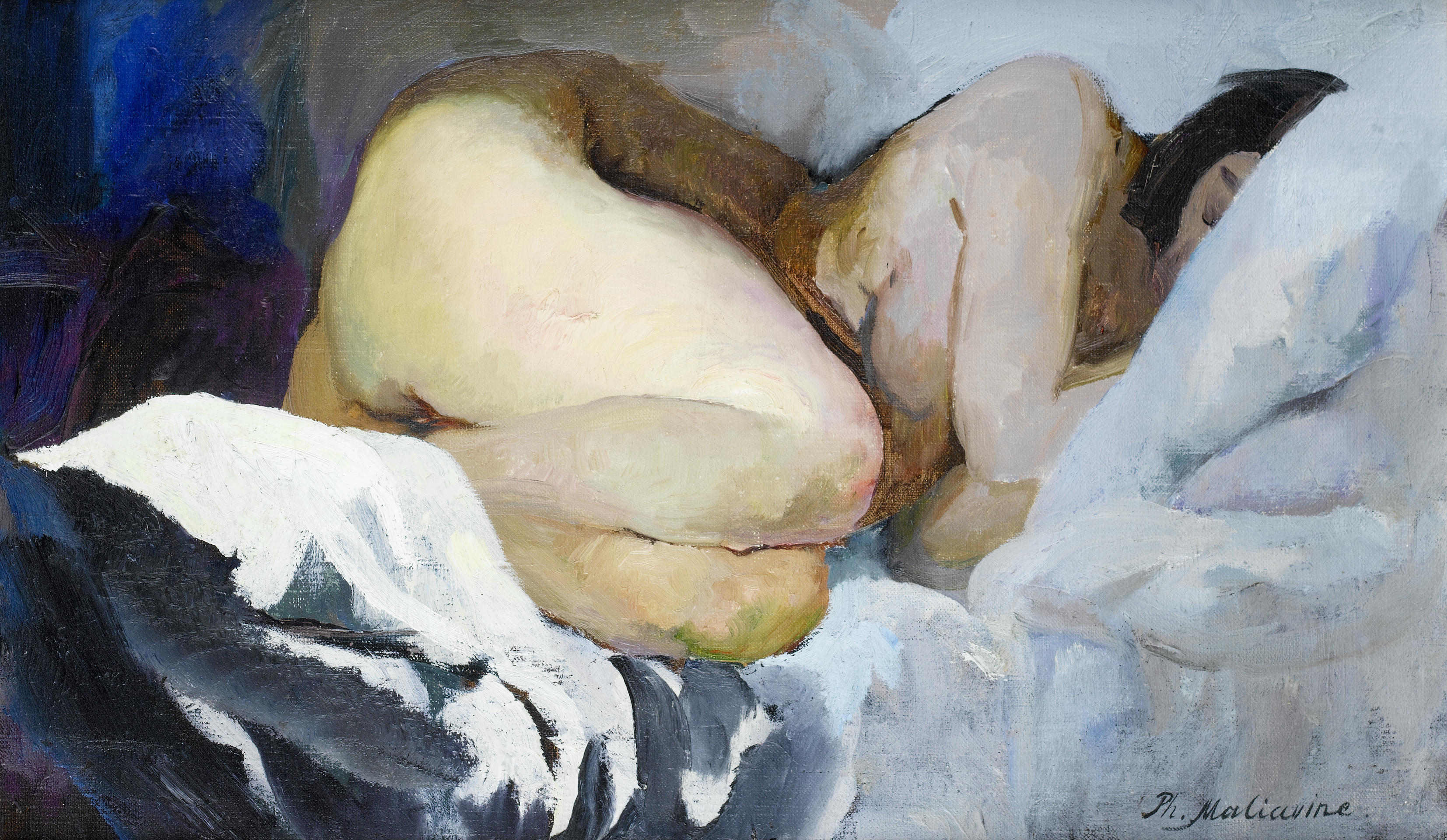
Nu couché
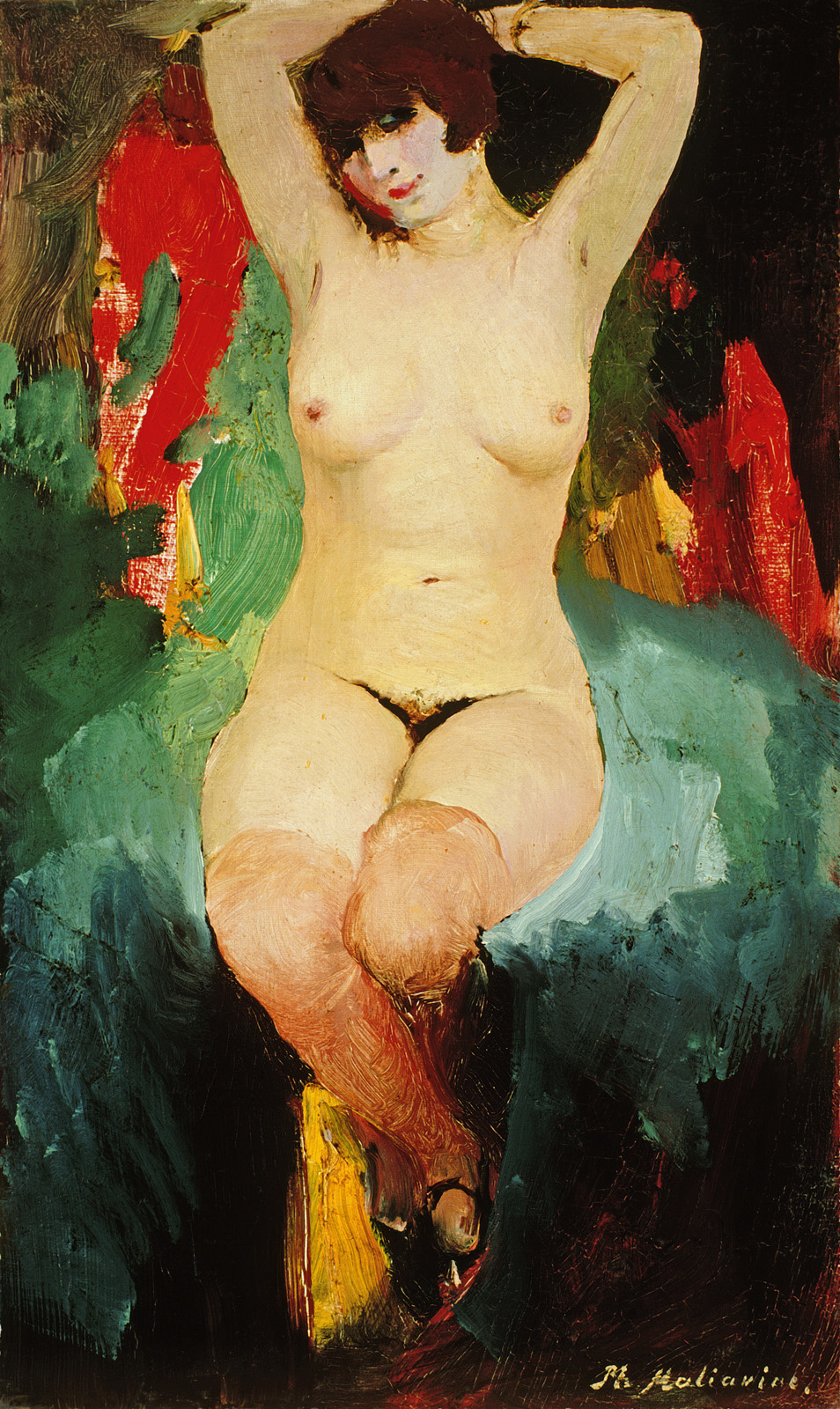
Nu
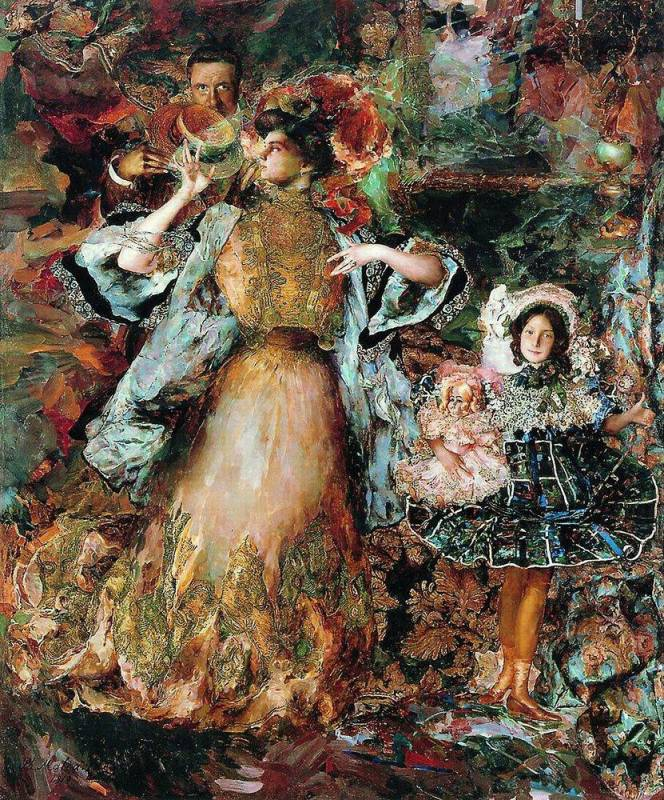
Autoportrait avec sa femme et sa fille (1910)

## Quelques œuvres
- Portrait de Somov (1895),
- Portrait de Grabar (1895),
- Portrait de Répine,
- Portrait de Nesterov,
- Le Rire aux éclats (1898),
- Jeune Paysanne (1899),
- Baba (1904),
- Deux Babas (1905),
- Tourbillon (1906),
- Autoportrait avec sa femme et sa fille (1910),
- Portrait de Pavel Kharitonenko et de son fils (1911),
- Verka (1913),
- Portrait de Niki,
- Portrait de famille,
- Portrait de Lénine (1920),
- Portrait de la chanteuse Nadejda Plevitskaïa (1929)